# Verlauf
Als Verlauf wird allgemein der zeitliche Ablauf von Daten, Ereignissen, Sachverhalten oder Situationen bezeichnet. 

## Allgemeines
Verlauf bedeutet in der Regel die Änderung eines Wertes über die Zeit. Sprachlich steht das Wort in einem Kompositum meist als Grundwort wie in Kostenverlauf, Studienverlauf oder Unfallverlauf.  
Bei Daten handelt es sich um die Entwicklung von vergangenen Zeitreihen, die Verlauf genannt werden. Die Veränderung der Zeitreihen kann durch endogene Ursachen oder auch exogene Ereignisse ausgelöst werden. 
Es gibt aber auch Verläufe im Raum, die als Gradient bezeichnet werden. Ein Beispiel ist der Farbverlauf.

## Beispiele

### Börsenwesen
Das trifft beispielsweise auf den Kursverlauf zu, der die frühere Entwicklung der Börsenkurse betrifft. Endogene Ursachen betreffen die Unternehmensdaten bei einer Aktiengesellschaft, die den Aktienkurs beeinflussen können. Exogene Ursachen betreffen die allgemeine Entwicklung der Börsenkurse oder die Konjunktur. Aus den Kursen können möglicherweise Trends und Tendenzen abgeleitet werden, die für die Kauf-, Halte- oder Verkaufsentscheidung von großer Bedeutung sind. Kursverläufe können ähnliche, sich wiederholende Muster aufweisen, deren Kenntnis für diese Entscheidungen wichtig sind.

### Medizin
In der Medizin ist der Krankheitsverlauf eine bedeutsame Diagnosemethode, bei der grob zwischen akut und chronisch unterschieden wird.

### Webbrowser
Webbrowser speichern die zeitliche Abfolge besuchter Seiten in einer Liste die als Verlauf bezeichnet wird. Dies dient zum schnellen Auffinden vormals aufgerufener Seiten.